# Iglesia de San Juan Bautista (Orés)

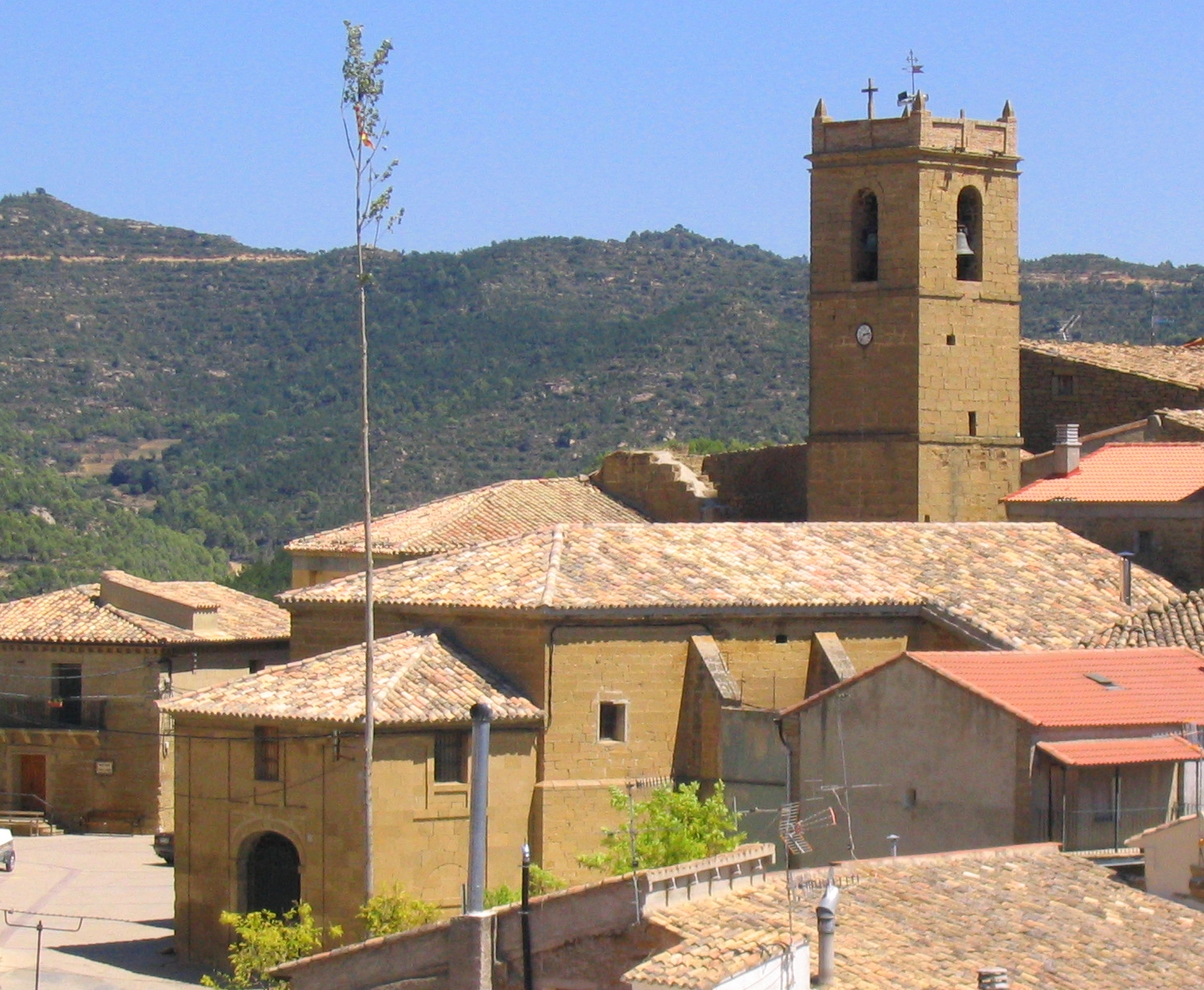
Iglesia de San Juan Bautista

La Iglesia parroquial de San Juan Bautista de Orés es una iglesia en la localidad de Orés (comarca de Cinco Villas, provincia de Zaragoza, España) que edificada en el siglo XII y reformada en el siglo XVII en estilo barroco.
Tiene una única nave con girada de lunetas. La torre, de planta cuadrada, se levanta al lado de la iglesia sobre una zona rocosa más alta y quizás fue una torre militar de origen árabe.
Dentro de la iglesia, dedicada a San Juan Bautista, se encuentran retablos de los siglos XVI y XVII. La pieza más importante es la Virgen de la Pardina del siglo XII, procedente la ermita del mismo nombre. Hoy también se  guarda allí la imagen de la Virgen de Yérzol, que se baja a la ermita los días de celebración.